# Funções oxigenadas
Funções oxigenadas são os grupos formados a partir da mistura dos átomos carbono, com o oxigênio. As funções oxigenadas tem uma série de produtos, por causa da facilidade do carbono formar cadeias e do oxigênio obter características organogênicas. 
Na sociedade do século XX e XXI, as funções oxigenadas têm uma série de produtos que são utilizadas pela indústria e também em produtos químicos domésticos. São funções orgânicas oxigenadas:
- Álcoois;

- Fenóis;

- Enols;

- Aldeídos;

- Àcidos carboxílicos;

- Cetonas;

- Anidridos;

- Sais orgânicos;

- Eteres;

- Esteres.[1]